# Saison 2015 de l'équipe cycliste Rabobank Development
La saison 2015 de l'équipe cycliste Rabobank Development est la dix-neuvième de cette équipe.

#### En cyclo-cross

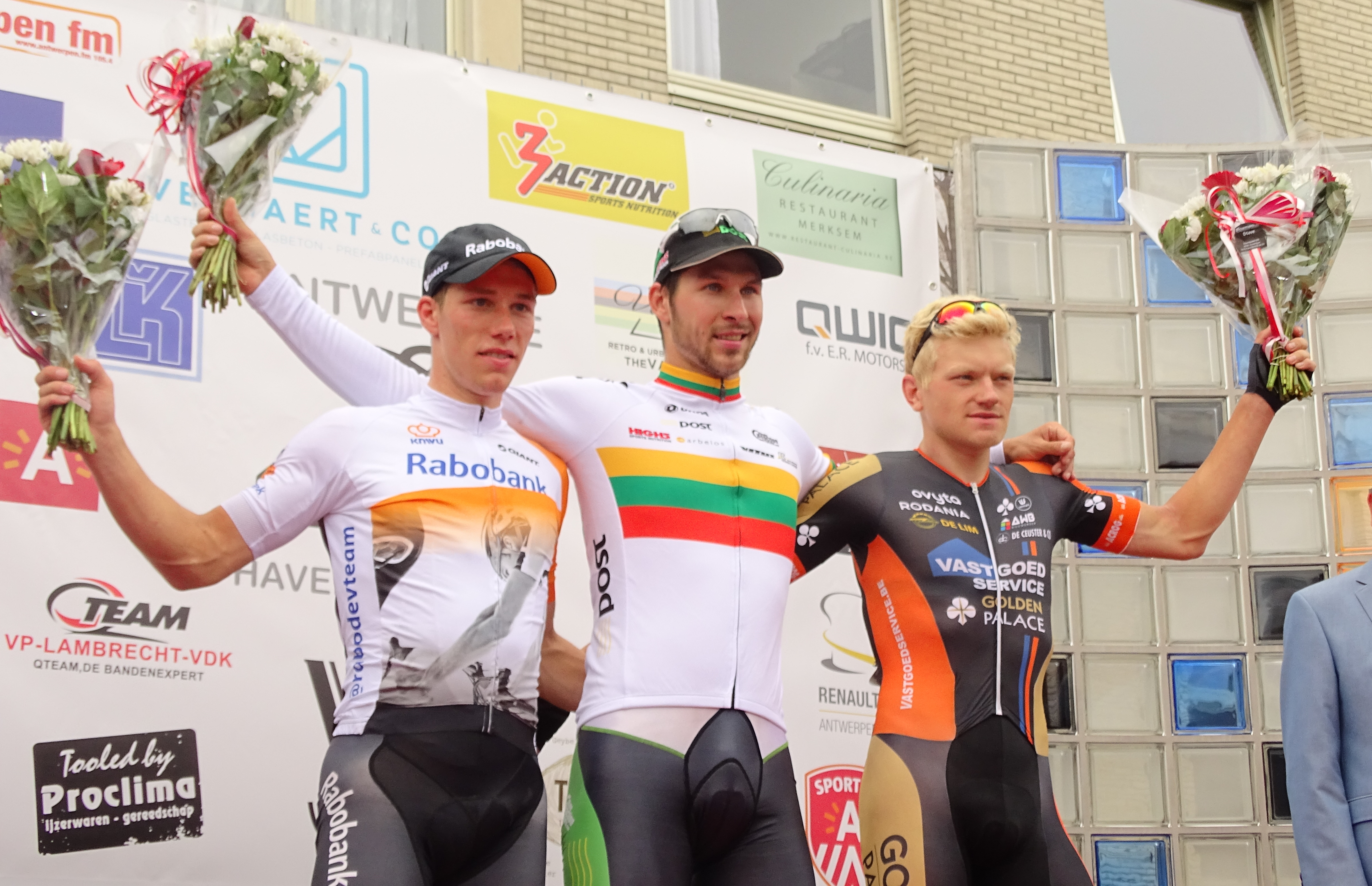
Podium de l'édition 2015 de la Flèche du port d'Anvers : Stan Godrie (2e), Aidis Kruopis (1er) et Gerry Druyts (3e).

## Préparation de la saison 2015

### Arrivées et départs
| Arrivées            | Équipe 2014        |
| ------------------- | ------------------ |
| Sjoerd Bax          |                    |
| Mitchell Cornelisse | UWTC De Volharding |
| Hartthijs de Vries  |                    |
| Peter Lenderink     |                    |
| Jan Maas            |                    |
| Joris Nieuwenhuis   |                    |
| Antwan Tolhoek      | WV De Jonge Renner |
| Sieben Wouters      |                    |

| Départs            | Équipe 2015     |
| ------------------ | --------------- |
| Emiel Dolfsma      |                 |
| Floris Gerts       | BMC Development |
| Bert-Jan Lindeman  | Lotto-NL Jumbo  |
| André Looij        | Roompot         |
| Timo Roosen        | Lotto-NL Jumbo  |
| Ivar Slik          | Roompot         |
| Mike Teunissen     | Lotto-NL Jumbo  |
| Ricardo van Dongen | SEG Racing      |
| Etienne van Empel  | Roompot         |

## Coureurs et encadrement technique

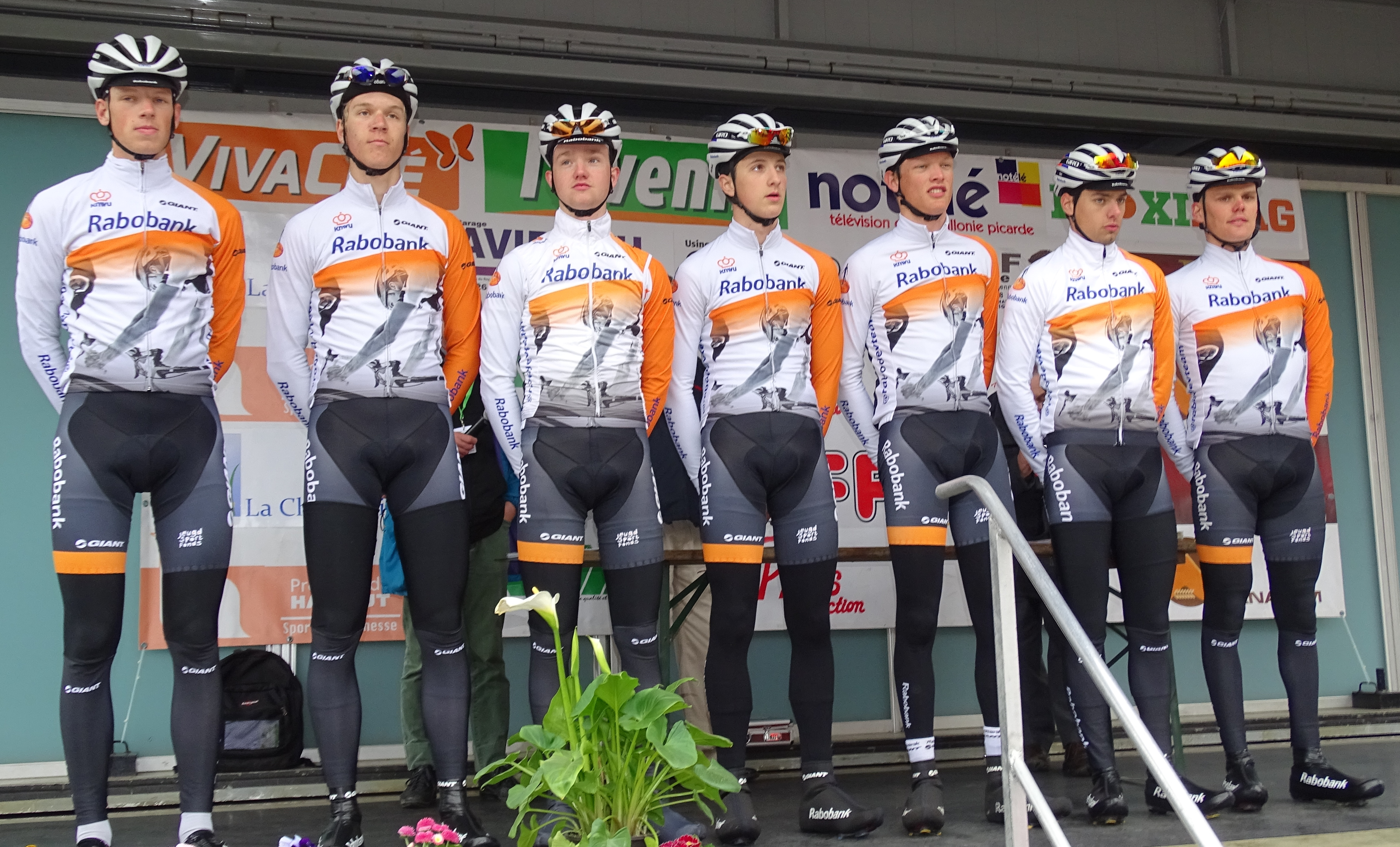
L'équipe lors du Triptyque des Monts et Châteaux 2015.

### Effectif
| Cycliste            | Date de naissance | Nationalité | Équipe 2014          |  |
| ------------------- | ----------------- | ----------- | -------------------- |  |
| Sjoerd Bax          | 6 janvier 1996    | Pays-Bas    |                      |  |
| Cees Bol            | 27 juillet 1995   | Pays-Bas    | Rabobank Development |  |
| Martijn Budding     | 31 août 1995      | Pays-Bas    | Rabobank Development |  |
| Mitchell Cornelisse | 24 janvier 1996   | Pays-Bas    | UWTC De Volharding   |  |
| Hartthijs de Vries  | 11 juillet 1996   | Pays-Bas    |                      |  |
| Stan Godrie         | 9 janvier 1993    | Pays-Bas    | Rabobank Development |  |
| Piotr Havik         | 7 juillet 1994    | Pays-Bas    | Rabobank Development |  |
| Lennard Hofstede    | 29 décembre 1994  | Pays-Bas    | Rabobank Development |  |
| Nino Honigh         | 7 janvier 1995    | Pays-Bas    | Rabobank Development |  |
| Merijn Korevaar     | 7 mai 1994        | Pays-Bas    | Rabobank Development |  |
| Peter Lenderink     | 11 février 1996   | Pays-Bas    |                      |  |
| Jan Maas            | 19 février 1996   | Pays-Bas    |                      |  |
| Jeroen Meijers      | 12 janvier 1993   | Pays-Bas    | Rabobank Development |  |
| Joris Nieuwenhuis   | 11 février 1996   | Pays-Bas    |                      |  |
| Sam Oomen           | 15 août 1995      | Pays-Bas    | Rabobank Development |  |
| Antwan Tolhoek      | 29 avril 1994     | Pays-Bas    | WV De Jonge Renner   |  |
| Martijn Tusveld     | 9 septembre 1993  | Pays-Bas    | Rabobank Development |  |
| Maarten van Trijp   | 6 octobre 1993    | Pays-Bas    | Rabobank Development |  |
| Sieben Wouters      | 23 juin 1996      | Pays-Bas    |                      |  |

Portraits
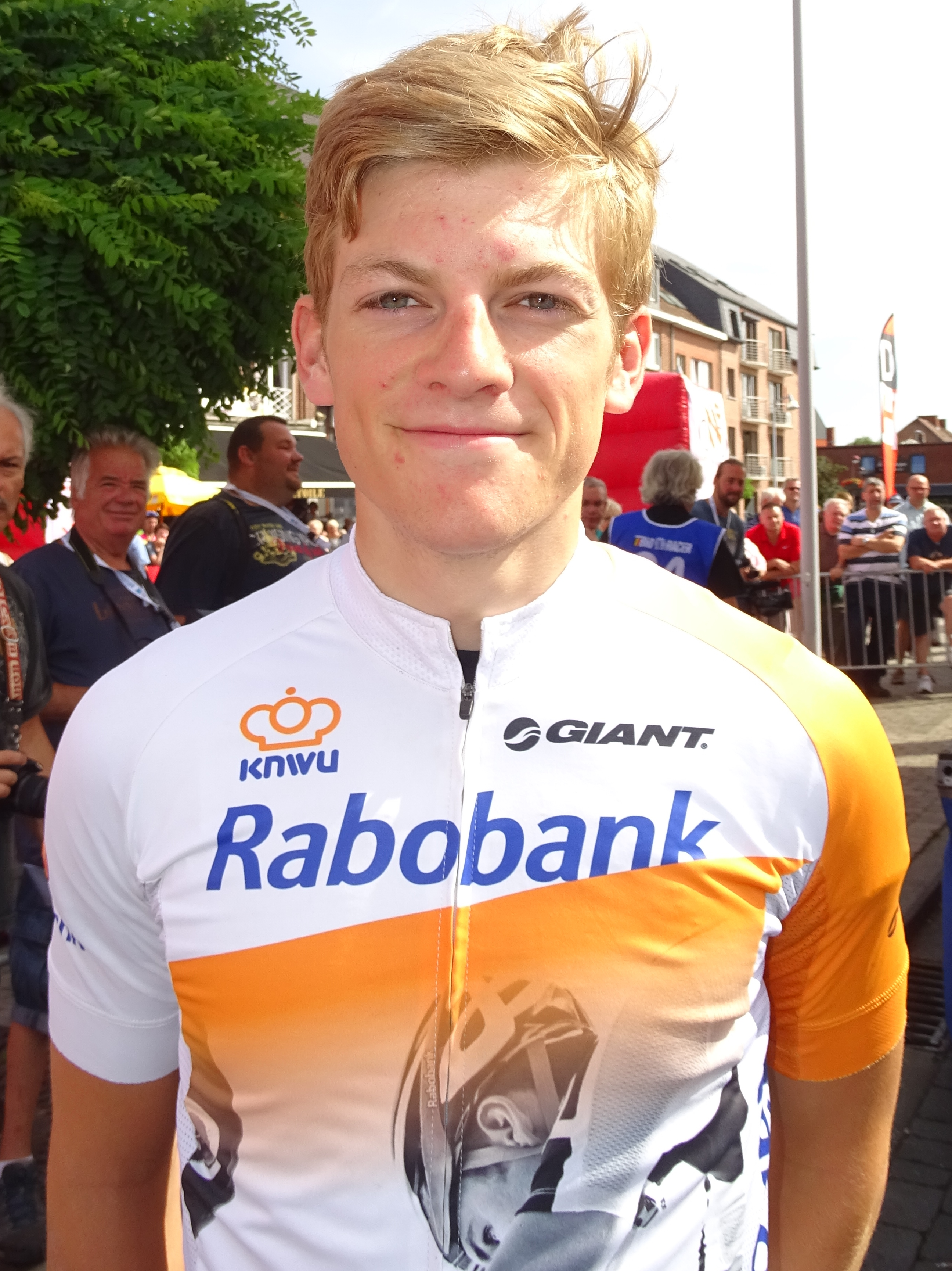
Sieben Wouters.
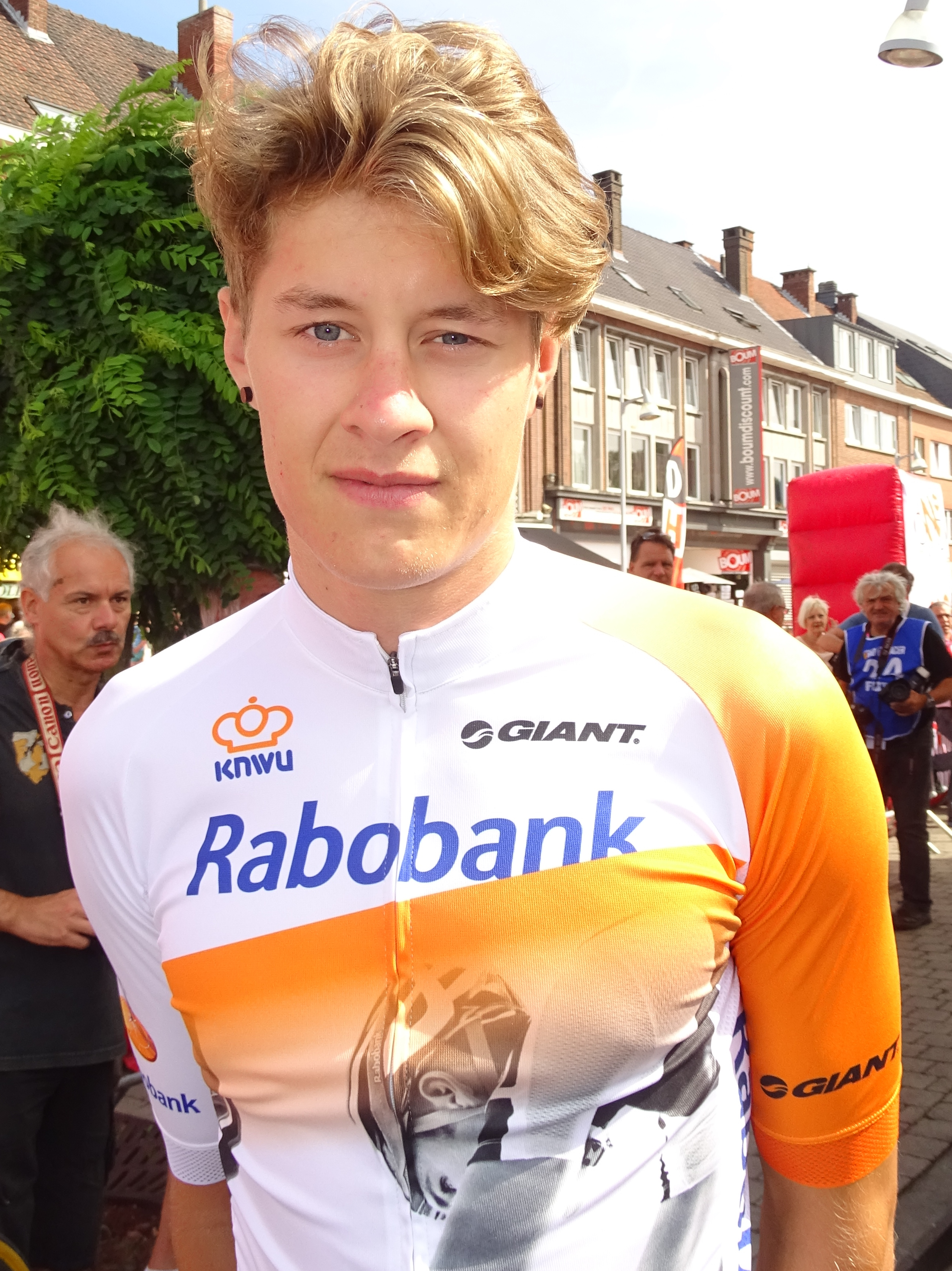
Merijn Korevaar.
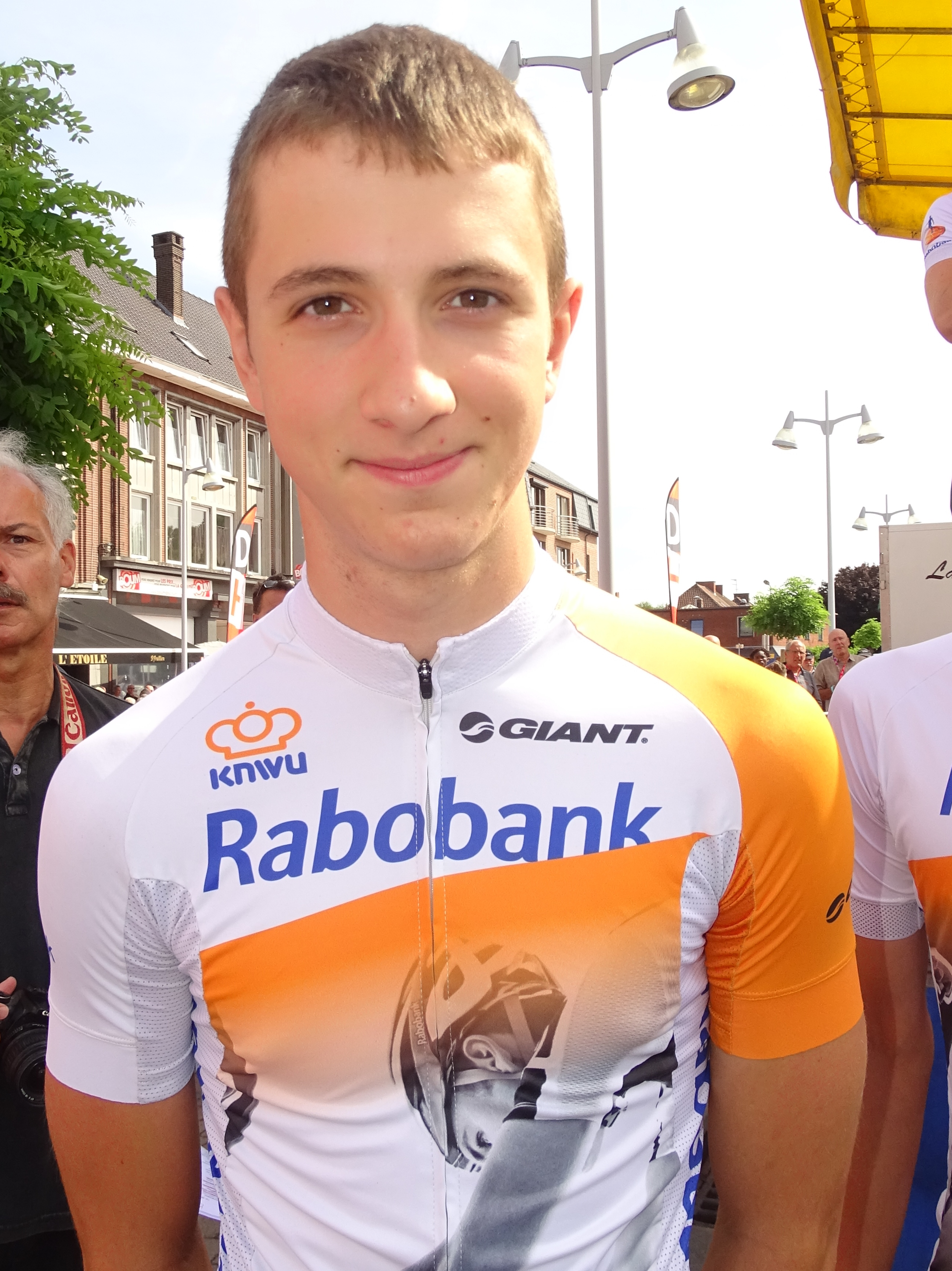
Jan Maas.
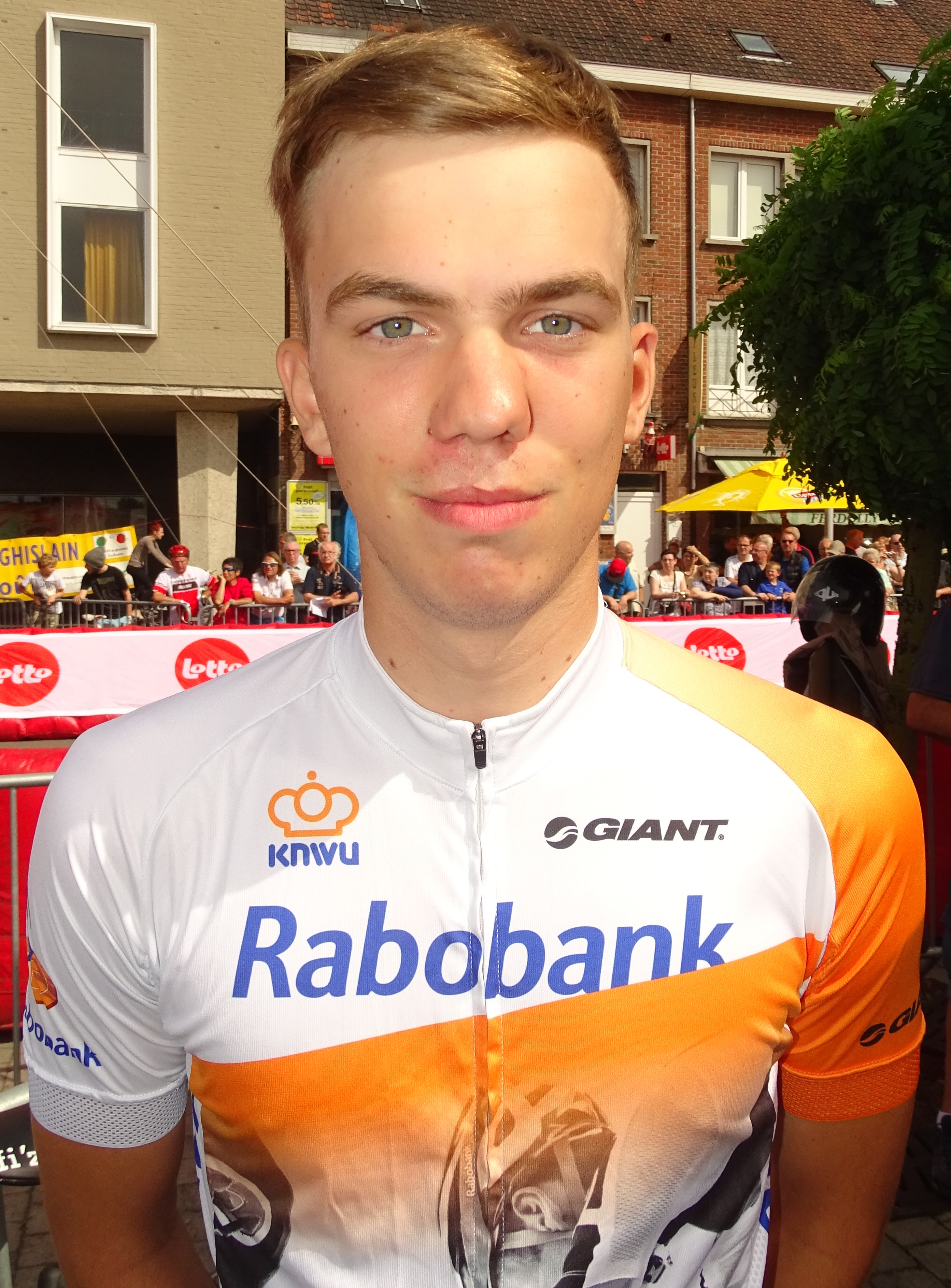
Joris Nieuwenhuis.
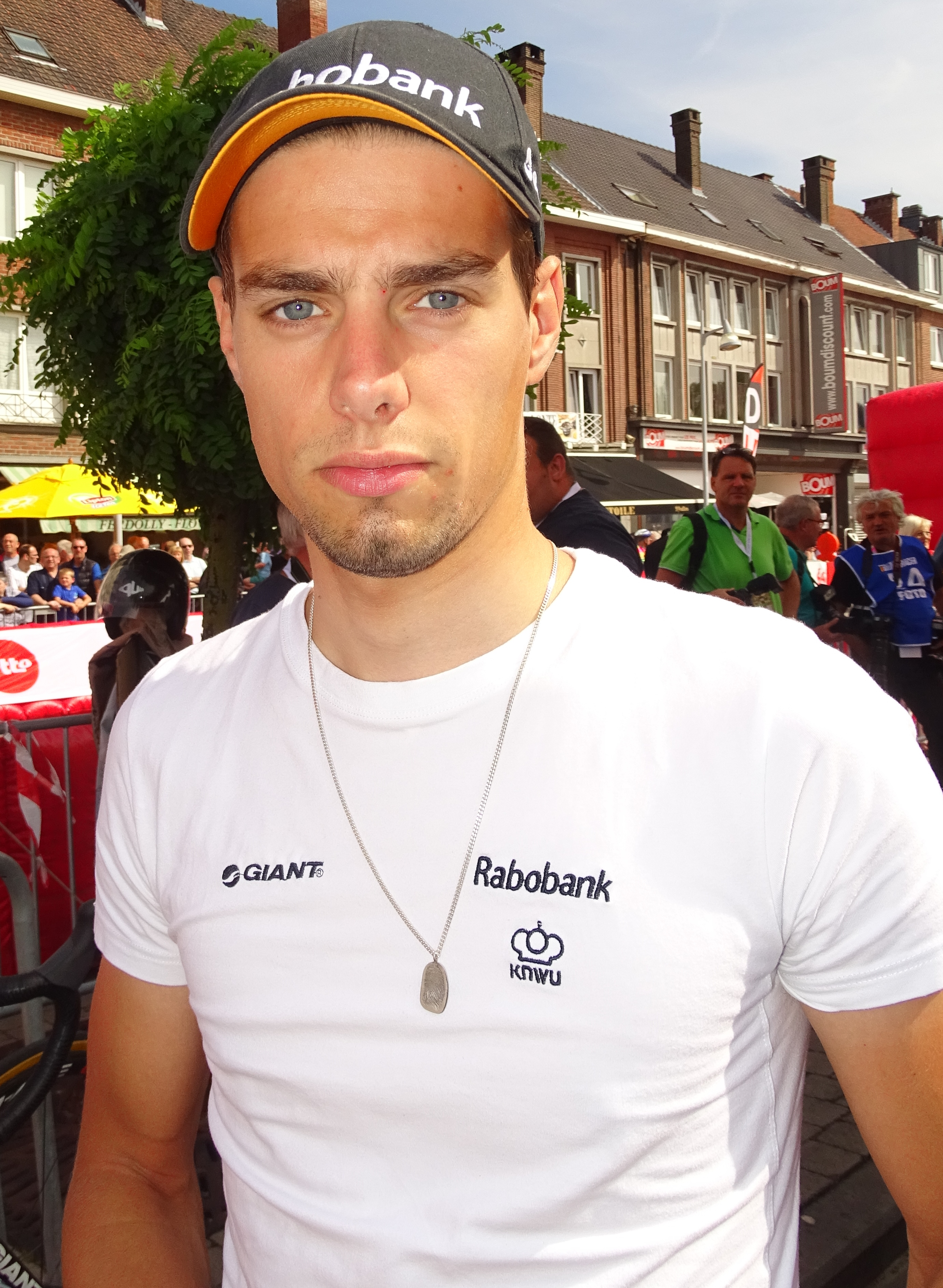
Jeroen Meijers.
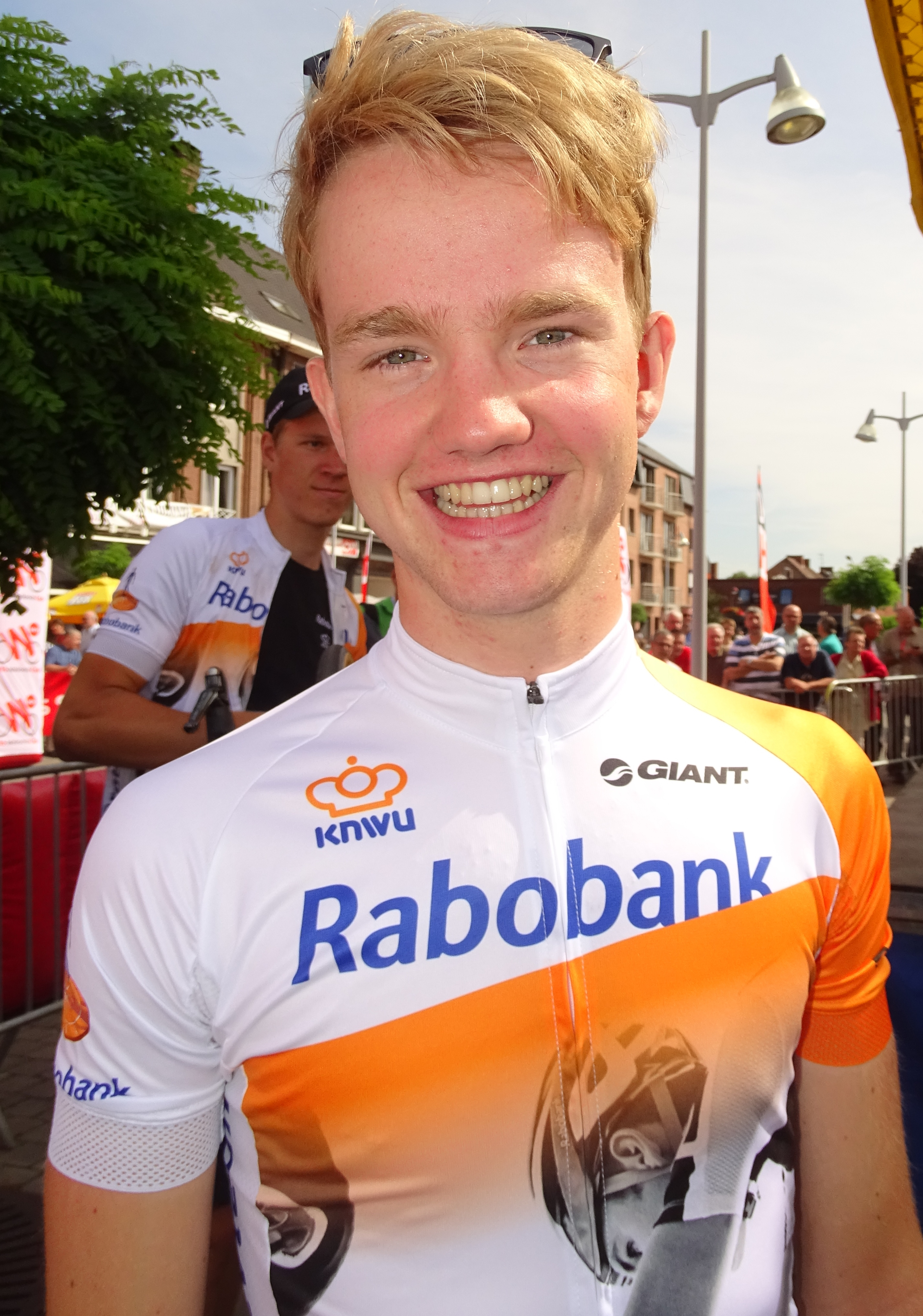
Hartthijs de Vries.
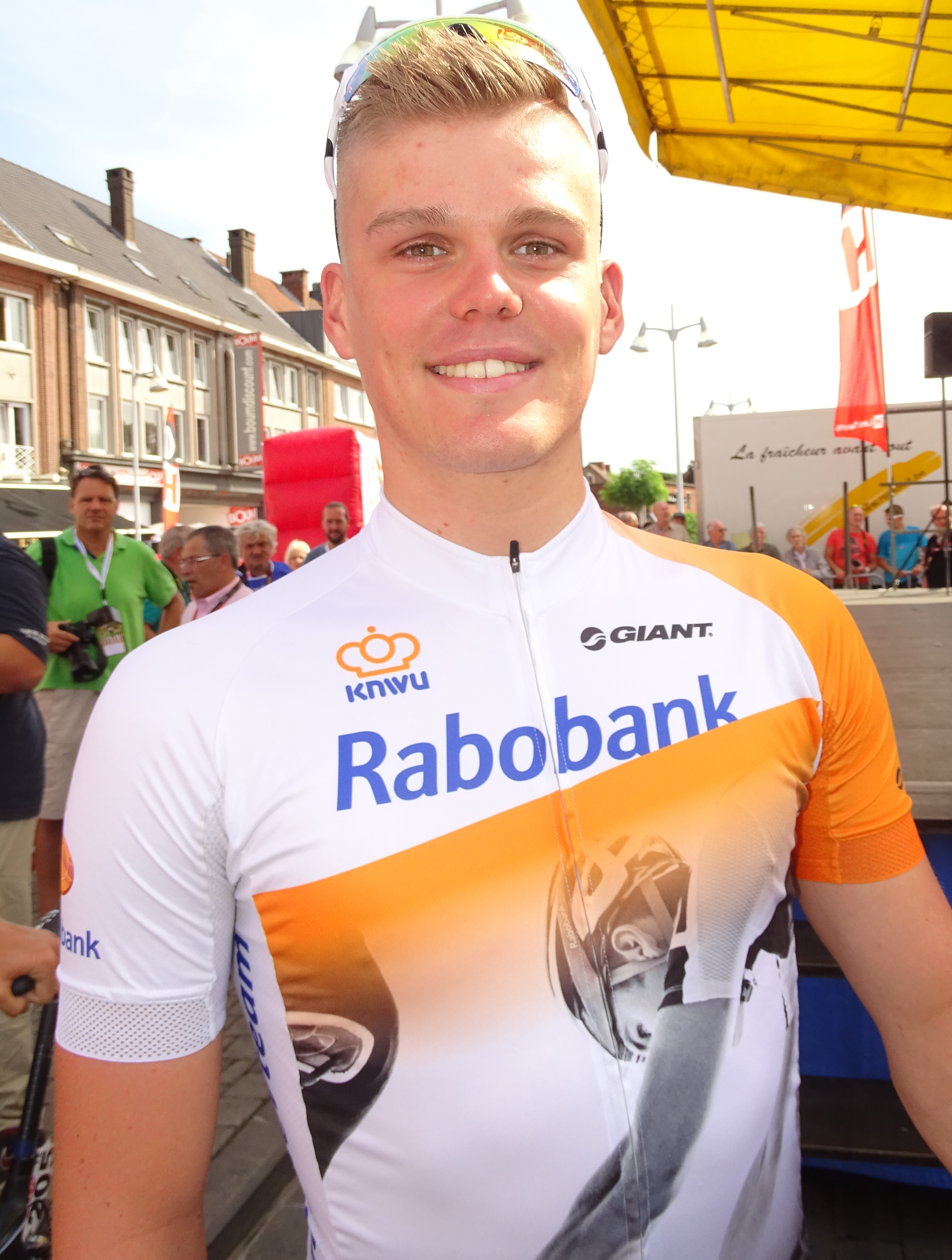
Piotr Havik.
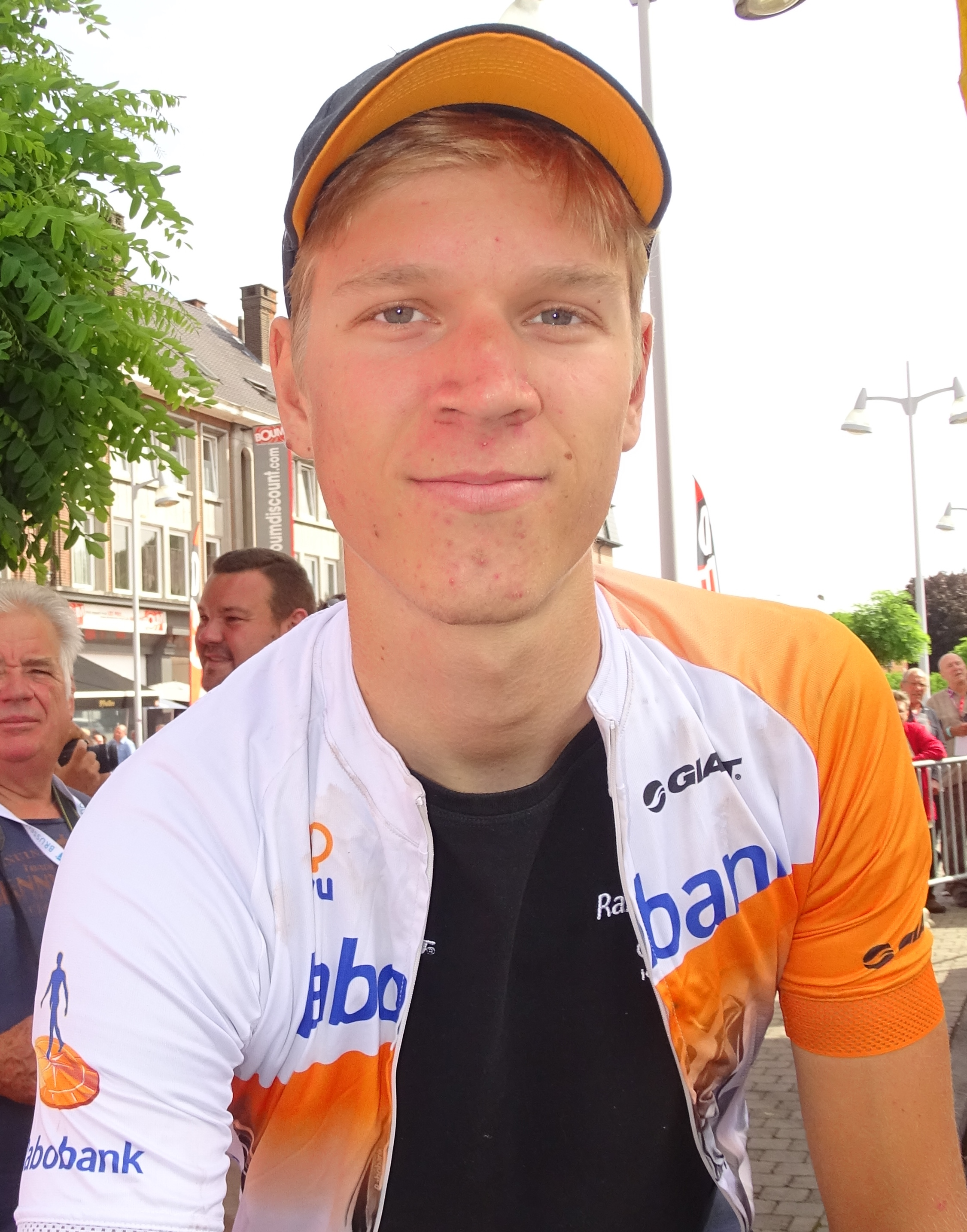
Cees Bol.

## Bilan de la saison

### Victoires

#### Sur route

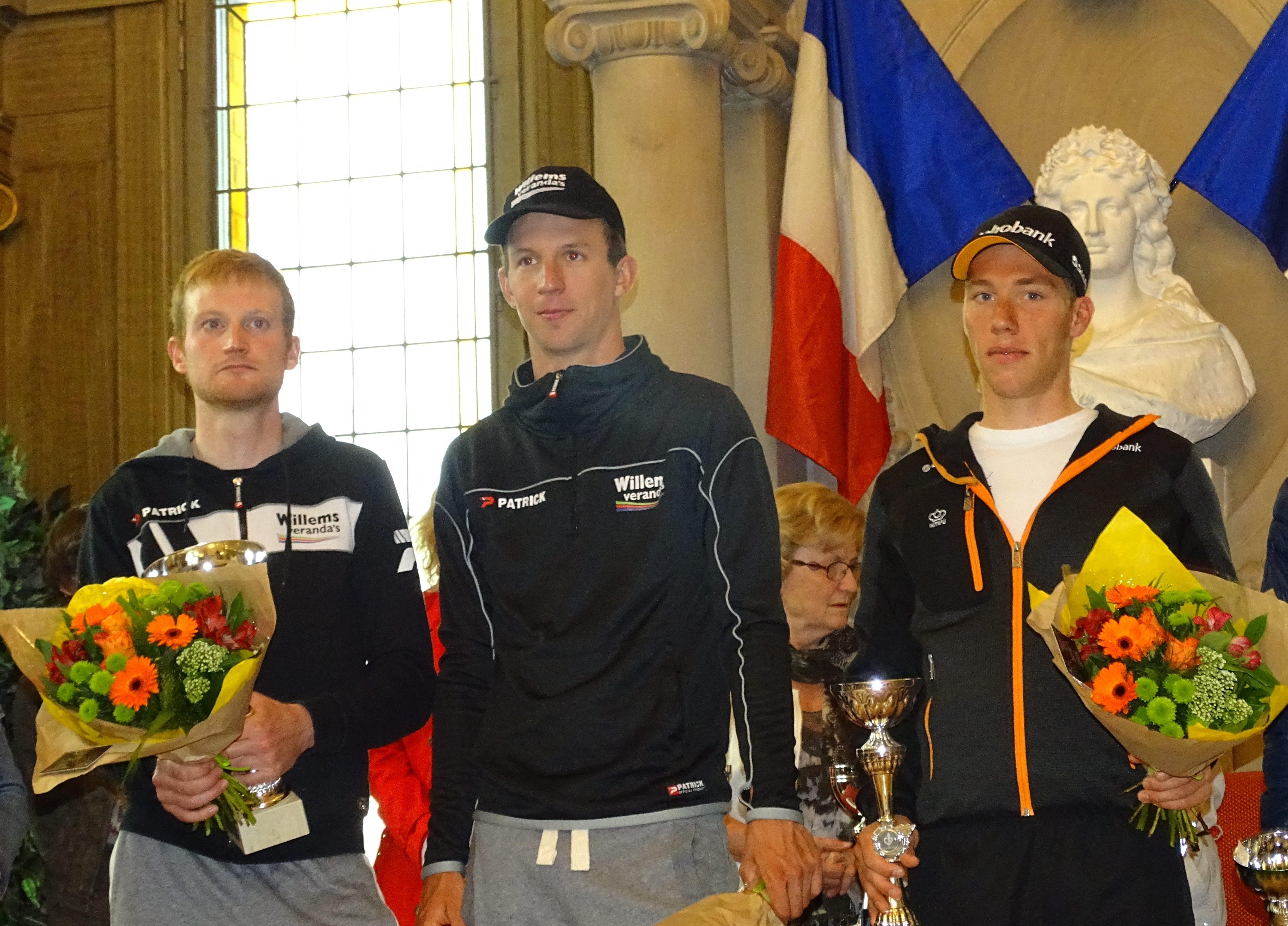
Podium de l'édition 2015 du Grand Prix de la ville de Pérenchies : Joeri Calleeuw (2e), Dimitri Claeys (1er) et Stan Godrie (3e).

| Date       | Course                                       | Pays     | Classe | Vainqueur   |
| ---------- | -------------------------------------------- | -------- | ------ | ----------- |
| 14/05/2015 | 1re étape du Rhône-Alpes Isère Tour          | France   | 2.2    | Sam Oomen   |
| 17/05/2015 | Classement général du Rhône-Alpes Isère Tour | France   | 2.2    | Sam Oomen   |
| 19/06/2015 | 2e étape du Tour des Pays de Savoie          | France   | 2.2    | Sam Oomen   |
| 20/06/2015 | 4e étape du Tour des Pays de Savoie          | France   | 2.2    | Sam Oomen   |
| 27/06/2015 | Championnat des Pays-Bas sur route espoirs   | Pays-Bas | CN     | Stan Godrie |

### Classement UCI

#### UCI Europe Tour
| Rang | Coureur | Points |
| ---- | ------- | ------ |